# Драган Коларевић
Драган Коларевић (Љиг, 1954) српски је књижевник и телевизијски стваралац, члан Удружења књижевника Србије и члан Удружења драмских писаца Србије. Делује у клокотризму.

## Биографија
Драган Коларевић је рођен у Љигу 2. јула 1954. године. Родитељи, отац Спасоје и мајка Стана, били су учитељи. Основну школу је завршио у Славковици и Љигу, гимназију у Љигу, Филолошки факултет у Београду.
Објављивао је у књижевним листовима и часописима, радио је повремено у основним и средњим школама, био је уредник трибине у Клубу младих писаца Дома омладине Београда. Поезија и проза су му увршетене у више антологија. У ТВ Београд почео је да ради 1986. године.

## Награде
- За књигу песама О ЛОПОВИМА И ЉУБАВИ, добио награду Милан Ракић, 1996. коју Удружење књижевника Србије додељује за најбољу књигу поезије објављену на српском језику у претходној години.
- Добитник је Златног беочуга Културно-просветне заједнице Београда, за трајни допринос култури Београда, 1995.

## Дела
- Ерот смеса, поезија, едиција Пегаз, Књижевна омладина Србије, Београд, 1983.
- Језик за зубима, проза, Видици, Београд, 1987.
- Велика ветрењача, поезија, видици, Београд 1992.
- И то је рат, проза, народна књига, Београд 1993. (друго издање, СКЦ, Београд 1996.)
- Ви сте нас озбиљно схватили, поезија, апостроф, Београд 1994.
- О лоповима и љубави, поезија, бигз 1995. (друго издање, Народна књига, Београд, 1997.)
- Велики људи, проза, народна књига, Београд, 1995.
- Pure questa e guerra, проза, La Valisa, Bari, 1998
- Ево нама сунца, поезија, Дерета, Београд 1999.
- Хајдучка звезда, проза, Дерета, Београд, 1999.
- Шарфер, роман, Народна књига, Београд, 2005.
- Агенција за духовни развој, драма, едиција Савремена српска драма, књига 32, Београд, 2007.

## У ТВ Београд
Драган Коларевић је уредник емисије у редакцији документарног програма ТВ Београд. Аутор је серије од једанаест епизода Прилози за историју титоизма и серије Титоизам(2006, осам епизода). За емисију Датум припремио је текстова за јануар, фебруар, март, август и октобар. Аутор је више од двадесет документарних емисија. Тренутно припрема серију документарних емисија под називом Покретна прошлост.
Коларевић је у Телевизији Београд од 1986. године, прво хонорарно, а у сталном радном односу од априла 1988.
Радио је као новинар, уредник емисије и уредник рубрике за културу у редакцији Јутарњег и Београдског ТВ програма. Уредио је и водио око 200 емисија Јутарњег и Београдског ТВ програма.
Радио је као новинар и уредник рубрике за културу информативног програма и уредник ТВ Дневника од 1. септембра 1994. до 1. октобра 1997.
У редакцији Актуелности био је од октобра 1997. до 1. новембра 1999. када постаје одговорни уредник Културно-забавног програма.
У редакцију документарног програма прелази у фебруару 2001.

## О књижевном делу
Луцидни смисаони обрти, сугестивна сликовитост и хуморно-иронијски подтекст одлукиују постмодерне творевине Д. К. у којима се као особени ехо наслућују и околишна подсећања на херојске почетке наше и светске авангарде...  КО ЈЕ КО  писци из Југославије. стр. 116, 1994.
Роман Драгана Коларевића је директно, отрежњујуће сведочење о најокрутнијем и најопаснијем искутсву које се може догодити човеку, односно о рату, највећој збрци у којој су разум и толеранција, солидарност и заједничко мирно живљење, сведени на нулу, штавише, постају 'искушење' на које не треба чак ни помишљати.

Хуманост писца је згуснута и сабијена под тежином виђених и проживљених страхота. - Ђана Салустио, италијански књижевник, из предговора за италијанско издање романа И то је рат.
Стихови Драгана Коларевића припадају оној врсти песништва које се напаја разноликим модификацијама надреалистичких искустава и које, и које у непредвидљивим комбинацијама и неочекиваним обртима, тражи упоришта за мешовите односе међу сликама, исказима и ритмичким формама.– Чедомир Мирковић – Уоквирени мозаик – Политика – 4. јул (1992). стр. 16
Са доста хумора, а понекад и сатире, Драган Коларевић приповеда о нашим бројним заблудама, слабостима, лажима и веровањима, што нас је одвалачило од наших главних проблема, а наводило да се бавимо туђим невољама 'ратујући' на страни Вијетнама или позивајући сународнике да ослободе 'нашу' Истру и 'наш' Трст. Тако смо донкихотовски јуришали на токове светске историје, док су паметнији народи гледали своја посла и себе. – Милутин-Лујо Данојлић – Апокалипса села – Борба – 6. јун 1996. Свет књиге pp. 2
Иронични Коларевићев покушај да се са симпатијама наруга величини објављје се у тренутку када Гинтер Грас прима Нобелову награду за литературу зато што је јунаку свога ЛИМЕНОГ ДОБОША Оскару Мацерату дозволио да расте тек онда када се немачко друштво, а изгледа и сам Грас, запало у гигантски самозаборав, доборо је да се у српској литератури појави једно необично прозно дело са прекомерно великим Подруговићима из Хајдуковице...... Овакве алтернативне историје, гротеске, бурлеске и 'подруге су добородошле у српској књижевности и без обзира на могуће расправе о вредности веома су корисне. Оне утиру пут за неко будуће, неопходно добоање по неком 'лименом добошу' српске књижевности.  Поговор Александра Јеркова за књигу Хајдучка звезда – Дерета Београд 1999.